# Mammea perrieri
Mammea perrieri là một loài thực vật có hoa trong họ Calophyllaceae. Loài này được (R. Vig. & Humbert) P.F. Stevens mô tả khoa học đầu tiên..